# Gehon
Gehon  è una caratteristica di albedo della superficie di Marte.